# José Enrique Vaca
José Enrique Vaca (* 15. Mai 1961 in Huichapan, Hidalgo) ist ein ehemaliger mexikanischer Fußballspieler auf der Position eines Verteidigers.

## Leben

### Verein
Vaca begann seine Profikarriere 1979 beim Atlético Español FC, für den er erstmals am 1. Juni 1980 in einem Punktspiel der Primera División (1:4 beim alten Erzrivalen Atlante) zum Einsatz kam.
Nach fünf Jahren beim Verein, der seit 1982 wieder unter seinem früheren Namen Necaxa firmierte, wechselte Vaca zum Stadtrivalen América, bei dem er die nächsten vier Jahre unter Vertrag stand. In diesem Zeitraum gewann er mit den Americanistas dreimal den mexikanischen Meistertitel sowie je einmal den mexikanischen Supercup und den CONCACAF Champions Cup.
Zwischen 1988 und 1991 war er erneut bei Necaxa aktiv, ehe er zum Club América zurückkehrte, bei dem er seine aktive Karriere ausklingen ließ. Bald nach seiner Rückkehr zu den Aguilas bestritt er mit ihnen im Oktober 1991 die Spiele um die Copa Interamericana, die gegen den Club Olimpia mit dem Gesamtergebnis von 3:2 (Hinspiel 1:1, Rückspiel 2:1) gewonnen wurden. 1992 folgte ein weiterer Gewinn des CONCACAF Champions Cup.

### Nationalmannschaft
Für die mexikanische Nationalmannschaft kam Vaca in den Spielen gegen Südkorea (4:2) am 10. August 1989, Uruguay (2:1) am 20. März 1990 und Belgien (0:3) am 2. Juni 1990 zum Einsatz.

## Erfolge
- Mexikanischer Meister: 1984/85, Prode 85, 1987/88
- Mexikanischer Supercup: 1988
- CONCACAF Champions Cup: 1987, 1992
- Copa Interamericana: 1991